# Problem (šahovska revija)
Problem je hrvatska šahovska revija koja se bavi šahovskim problemima. Pokrenuo ju je 1951. prvi hrvatski velemajstor šahovskih problema Nenad Petrović . Već 1952. list je postao službeno glasilo Stalne komisije FIDE za problemski šah (FIDE-PCCC). Revija je ugašena 1981. godine. Petrović je u ovoj reviji sve do gašenja okupljao vodeće svjetske šahovske kompozitore i teoretičare.